# Lambert Redd
Charles Lambert Redd (né le 18 février 1908 à Grafton et mort le 1er février 1986 à Quincy) est un athlète américain spécialiste du saut en longueur. Affilié aux Braves de Bradley, il mesurait 1,78 m pour 74 kg[Quand ?].

## Biographie

### Palmarès
| Date | Compétition           | Lieu        | Résultat | Performance |
| ---- | --------------------- | ----------- | -------- | ----------- |
| 1932 | Jeux olympiques d'été | Los Angeles | 2e       | 7,60 m      |

### Records
| Épreuve          | Performance | Lieu    | Date      |
| ---------------- | ----------- | ------- | --------- |
| Saut en longueur | 7,78 m      | Chicago | Juin 1932 |